# 蒂爾曼 (印第安納州)
蒂爾曼（英語：Tillman）是位於美國印地安納州艾倫縣的一個非建制地區。該地的面積和人口皆未知。

## 地理
蒂爾曼的座標為41°01′21″N 84°53′36″W / 41.02250°N 84.89333°W，而該地的平均海拔高度為237米（即778英尺）。